# Коттингем, Ричард
Ричард Френсис Коттингем (англ. Richard Francis Cottingham, род. 25 ноября 1946 г. Нью-Йорк) — американский серийный убийца, убивший в районе города Нью-Йорка за период с 1968 и по 1980 год по меньшей мере 6 женщин. Имел привычку расчленять труп своих жертв, оставляя одно туловище, получив в связи с этим прозвище „the torso killer“. Был схвачен в 1980 году во время бегства с места своего очередного преступления. Деяния Р. Коттингема отражены в некоторых произведениях художественной литературы (например, «Тhe torso killer» и «The Prostitute Murders» (Убийца проституток) Рода Лейта).

## Ранние годы
Родился в районе Бронкс, в Нью-Йорке, был старшим из двух детей в семье. В 1958 году семья Коттингем переезжает в Нью-Джерси, в городок Ривер-Вейл. В 1964 году Ричард заканчивает школьное образование в городке Хилсдейл, также в Нью-Джерси. Затем работал вместе с отцом в страховой фирме, параллельно посещая компьютерные курсы. С 1966 года и вплоть до своего ареста работал специалистом по информационным технологиям в фирме «Blue Cross Blue Shield Association», коллеги характеризовали Коттингема исключительно положительно.
В мае 1970 года Коттингем вступает в брак, у него и его супруги Дженет рождаются трое детей - в 1973, 1975 и 1976 годах. В 1979 году Дженет подаёт на развод, так как знала о том, что её муж ей изменяет,а также он был замечен при посещении бара для гомосексуалистов. После ареста Коттингема в июне 1980 года Дженет забрала своё заявление о разводе и переехала с детьми в Нью-Йорк.

## Убийства
Кроме убийств женщин, Р.Коттингем не раз вступал в конфликт с законом и по иным различным поводам. Так, в октябре 1969 года он был задержан полицией за вождение автомобиля под воздействием наркотиков и приговорён к штрафу в 50 долларов  и 10 дням заключения, в августе 1972 года пойман при краже в супермаркете, и также оштрафован.
Первым доказанным убийством, совершённым Р.Коттингемом, было то, которое он совершил в 1968 году. Его жертвой оказалась Ненси Шиава Фогель, мать двоих детей. Обнажённое тело было найдено в её же автомобиле, в Риджфильд-Парк, Нью-Джерси. Женщину маньяк задушил. В последний раз Ненси видели живой за три дня до этого, когда она собиралась ехать для игры «бинго» в местную церковь.
Следующий случай имел место 2 декабря 1979 года. В одном из отелей близ Тайм-сквер пожарные обнаружили два трупа, у которых отсутствовали головы и руки. Один из них полиция смогла идентифицировать как некую Дедех Гударзи, 22 -х лет, проститутку, родом из Ирана. Полиция смогла установить связь этого случая с подобным убийством проститутки в январе того же года также у Тайм-сквер. Через 5 месяцев, 5 мая 1980 года полиция обнаружила тело 19 -летней Валерии Энн Стрит в одном из отелей Нью-Джерси. Руки девушки были связаны за спиной, тело имело следы многочисленных укусов. Валерия умерла от асфиксии, у неё на рту были найдены следы изоленты. Убийство было связано при расследовании с другими, совершёнными ранее в этом же отеле - здесь же была изуверски избита и скончалась Мэрилин Карр, врач 26 лет. 15 мая того же года в отеле «Севилья» была зарезана Джейн Рейнер.

## Арест и приговор
22 мая 1980 года Р.Коттингем подсадил в свой автомобиль 18 - летнюю Лесли Энн о'Делл. Проститутка согласилась обслужить его за 100 долларов. Пара остановилась для этого дела в том же отеле, где ранее была убита Валерия. Первоначально убийца предложил сделать ему массаж, и когда девушка приступила к этому, он, угрожая ножом, надел ей на руки наручники. Маньяк поле этого начал истязать свою жертву, искусал её, почти откусив один из её сосков. Позднее девушка дала следующие показания: "Он сказал мне: Ты должна это принять. Другие тоже так сделали, и ты тоже должна. Ты шлюха, и должна быть наказана!". Крики Энн о'Делл были столь громким и отчаянными, что персонал отеля, и так напуганный предыдущим убийством, сообщил о происходящем в полицию и потребовал от Коттингема открыть дверь в номер. Пытаясь бежать, он был схвачен в коридоре отеля прибывшей полицией. При аресте у преступника был найден целый арсенал - наручники, выкидной нож, две пары кандалов, которые в прошлом носили негры-рабы, кляп из кожи, муляж пистолета и большое количество психотропных медикаментов. При обыске в квартире маньяка была обнаружена коллекция его "трофеев", вещей,принадлежавших убитым им женщинам. Ричарду Коттингему были предъявлены обвинения в похищениях людей, убийствах, изнасилованиях и нанесении тяжёлых телесных повреждений.
На состоявшемся суде Р.Коттингем был признан виновным в убийстве Валерии Стрит и на основании этого приговорён к 173 годам тюремного заключения. Затем на основании вновь открывшихся обстоятельств он был признан виновным в смерти ещё четырёх женщин и срок заключения ему был увеличен до 197 лет. Отбывает наказание в государственной тюрьме штата Нью-Джерси (New Jersey State Prison) в городе Трентон.

## Кинематограф
- Преступлениям, совершённым Ричардом Коттингемом, посвящён снятый режиссёром Джоем Берлингером в 2021 году американский сериал «Криминальная сцена: Убийца с Таймс-сквер» (Crime Scene: The Times Square Killer.) из трёх частей (общая длительность - 147 минут)